# Грейси, Майкл
Майкл Грейси (англ. Michael Gracey) — австралийский кинорежиссёр и специалист по визуальным эффектам. Наиболее известен как режиссёр фильма «Величайший шоумен».

## Ранняя жизнь
Грейси родился в Мельбурне. Первоначально работал в области визуальных эффектов (с 1994 по 1996 год — в компании Animal Logic). Затем занимался музыкальными видео, но стал успешен благодаря рекламе, а именно, благодаря своим рождественским рекламным роликам, выходившим в эфир в Великобритании и США. В России самым известным роликом Грейси является реклама чая Lipton с Хью Джекманом, которую режиссёр снимал по заказу DDB Paris.

## Карьера
Режиссёрский дебют Грейси состоялся в 2017 — в мировой прокат вышел «Величайший шоумен» с Хью Джекманом в главной роли. Фильм повествует о жизни американского антрепренёра Финеаса Тейлора Барнума, организовавшего один из популярнейших бродячих цирков XIX века.
В 2019 году состоялась мировая премьера биографического музыкального фильма «Рокетмен», рассказывающий о жизни, становлении и творчестве музыканта Элтона Джона. Грейси является продюсером картины.
В данный момент готовится к выпуску его фильм «Наруто» — экранизация одноимённой японской манги. Также, в СМИ зафиксировано, что Грейси, возможно, станет режиссёром полнометражной экранизации серии книг «Дочь дыма и костей».
В 2021 году на Amazon Prime Video вышел документальный фильм Грейси «Пинк: Всё, что я знаю на данный момент». В 2024 году в мировой прокат вышел биографический художественный фильм «Быть лучше: История Робби Уильямса» — о становлении и успехе британского певца Робби Уильямса.

## Избранная фильмография
- 2017 — «Величайший шоумен», режиссёр
- 2019 — «Рокетмен», продюсер
- 2021 — «Пинк: Всё, что я знаю на данный момент» (док. фильм), режиссёр
- 2024 — «Быть лучше: История Робби Уильямса», режиссёр